# Neil Larsen
Neil Larsen (* 7. August 1948 in Cleveland, Ohio, USA) ist ein amerikanischer Jazzmusiker (Keyboards, auch weitere Instrumente, Arrangement und Komposition).

## Leben und Wirken
Larsen wuchs in Sarasota, Florida auf und lernte schon früh Klavier, wobei er sich von Jazzkünstlern wie John Coltrane, Miles Davis und dem Modern Jazz Quartet sowie von zeitgenössischen Rockbands inspirieren ließ. Mit erst 14 Jahren, als jüngster von mehreren hundert Studenten, erhielt er ein Leonard-Bernstein-Stipendium an den Stan Kenton Clinics in Bloomington, Indiana. 1966 erlangte Larsen seinen Abschluss an der Riverview High School, Sarasota.
1969 wurde Larsen zum Militärdienst im Vietnamkrieg eingezogen. Nach kurzer Zeit diente er als Bandleader einer Rockband, die aus Infanteriesoldaten bestand, durch Vietnam tourte und für US-Soldaten auftrat. Nach seiner Entlassung 1970 zog er nach New York, um als Komponist zu arbeiten.
Während seiner Zeit in New York in den frühen 1970er Jahren schrieb Larsen Jingles für das Fernsehen und spielte bei Sessions für verschiedene Künstler mit. 1972 verließen Neil Larsen und Buzz Feiten die Paul Butterfield Blues Band, bei der sie einige Zeit gemeinsam gespielt hatten, und gründeten die Band Full Moon. Deren selbstbetiteltes Debütalbum erschien 1972. Die daraus resultierende musikalische Chemie erwies sich als sehr erfolgreich, und sie brachten im Laufe der Zeit drei Alben heraus: Zwei unter dem Namen Full Moon und eines als Larsen-Feiten Band. Es folgten Alben und Tourneen mit Bonnie Bramlett, Gregg Allman, Roy Buchanan, Alex & Livingston Taylor und Cher.
Larsen war Mitte der 1970er Jahre auch kurzzeitig Mitglied der Soul Survivors. Er wirkte als Keyboarder, Texter und Arrangeur an ihrem 1974 erschienenen selbstbetitelten Album auf dem Label TSOP mit. 1975 ging er als Mitglied der Band von Gregg Allman auf Tournee.
1977 zog Larsen nach Los Angeles, wo er bei Sessions von Produzenten wie Tommy LiPuma, Russ Titelman und Herb Alpert mitwirkte. Ab 1978 wirkte er auf den ersten drei Soloalben von George Harrison mit. Diese Projekte führten dazu, dass Larsen bei Alperts Plattenfirma A&M Records unterschrieb, für die er bei dem Label Horizon aufnahm. Larsens erstes Studioalbum, Jungle Fever, wurde im September 1978 veröffentlicht. Larsen tourte mit einer Band, der auch Feiten angehörte, durch die USA, um die Veröffentlichung zu promoten.
Der Titelsong aus seinem zweiten Studioalbum High Gear wurde 1980 für den Grammy nominiert. Das Album erreichte Platz 153 der Billboard Top LPs & Tape-Charts in den USA und enthielt musikalische Beiträge von Feiten, Michael Brecker, Steve Gadd und Paulinho da Costa.
Larsen arbeitete weiter mit Feiten in der Fusion-Gruppe „Larsen-Feiten Band“ zusammen. Ein selbstbetiteltes Album The Larsen-Feiten Band wurde 1980 bei Warner Bros. Records veröffentlicht. Er nahm auch Aufnahmen mit dem Gitarristen Robben Ford auf und begleitete diesen auf dessen Tourneen. Ford trug später zu Larsens Album Orbit (2007) musikalisch bei. Dieses Album nimmt insofern eine Sonderstellung innerhalb seines umfangreichen Schaffens ein, dass es keine Produktion im herkömmlichen Sinne ist. Es handelt sich um eine Direct-to-disc-Aufnahme, bei der das, was gespielt wird, ohne weitere Overdubs o. ä. auf eine Lack- oder Kupferfolie geschrieben wird. Dieses Verfahren erfordert von allen Beteiligten im Studio höchste Konzentration und Präzision.
Larsens Kompositionen wurden unter anderem auch von George Benson und Gregg Allman aufgenommen. Larsen nahm 1985/86 an den Rubberband-Sessions von Miles Davis teil, die erst 2019 veröffentlicht wurden. Sein Song Carnival wurde später von Davis zu dem Stück Carnival Time umgearbeitet.
Larsen hat als Session-Musiker, neben den schon erwähnten Künstlern, für viele weitere gearbeitet, darunter Rickie Lee Jones, Kenny Loggins (u. a. auf der Hit-Single Footlose), Don McLean, Chubby Checker, Barry Manilow, Jennifer Holliday, Randy Newman, Diana Krall und B. B. King. Er war Pianist und musikalischer Arrangeur für die 20th-Century-Fox-Television-Serie Boston Legal, außerdem für Ally McBeal und Boston Public. Seit 1993 war Larsen musikalischer Leiter für den Jazzsänger Al Jarreau und tourte mit ihm bis 1997 durch die ganze Welt.

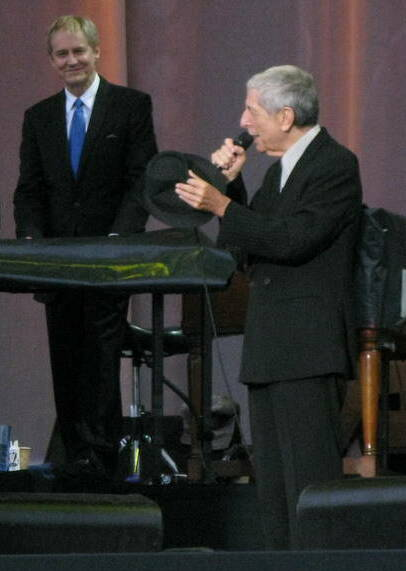
Neil Larsen 2009 mit Leonard Cohen in Weybridge, UK

Ab 2008 ging Larsen als Mitglied der Band von Leonard Cohen für die nächsten sechs Jahre mit diesem auf Tournee und nahm während dieser Zeit an über 300 Shows, 6 Album- und mehreren DVD-Produktionen teil. Larsen trat auf Cohens Old Ideas (2012) Album und auf der Old Ideas World Tour des Sängers 2012 auf. Cohen stellte ihn auf der Bühne regelmäßig als „today’s foremost exponent of the Hammond B-3 organ“ („der heute führende Vertreter an der Hammond B-3 Orgel“) vor.
Neil Larsen ist nicht nur Keyboarder, sondern ein Multiinstrumentalist: Neben Klavier und Orgel beherrscht er unter anderem Pedal-Steel-Gitarre, E-Gitarre, Mandoline, Akkordeon, Flöte, Althorn, Flügelhorn, Trompete, Saxophon u. v. a. Auf seinem 2015 erschienenen Album Forlana stellte er dies unter Beweis, indem er alle Instrumente selbst einspielte.

## Diskografie
- 1972: Full Moon (Douglas/Epic)
- 1978: Jungle Fever (Horizon/A&M)
- 1979: High Gear (Horizon/A&M)
- 1980: Larsen-Feiten Band (Warner Bros.)
- 1982: Full Moon featuring Neil Larsen & Buzz Feiten (Warner Bros.)
- 1987: Through Any Window (MCA)
- 1989: Smooth Talk (MCA)
- 2002: Full Moon Live (Dreamsville [Japan]) (alte Live-Aufnahmen aus den Jahren 1980 und 1983)
- 2007: Orbit (Straight Ahead)
- 2015: Forlana (Portico Records)